# Sous-bois (Boulanger)
Pour les articles homonymes, voir Sous-bois (homonymie).
Sous-bois est un chœur à quatre voix mixtes et piano de Lili Boulanger composé en 1911 sur un poème de Philippe Gille.

## Présentation
Sous-bois, à l'incipit « Marchons devant nous, bien douce est la pente », est un chœur à 4 voix mixtes et piano composé du 25 au 30 août 1911 (et copié 23 septembre 1911) sur un poème de Philippe Gille (extrait de L'Herbier, Fleurs et feuilles, Paris, Alphonse Lemerre, 1887).
Le texte du chœur est celui du concours d'essai pour le prix de Rome de composition musicale de 1897, donné comme exercice à Lili Boulanger par son professeur Georges Caussade, qui avait passé l'épreuve cette année-là.
La BnF conserve deux manuscrits autographes (Ms. 19490 et Ms. 19491) de la partition, qui n'est publiée qu'en 2000 par les éditions Durand (cotage D.&F. 15291).
L'œuvre est créée le 19 mars 2000 à Stuttgart, Neues Schloss, par le Philharmonia Chor Stuttgart sous la direction d'Helmut Wolf. 

## Commentaires
Sous-bois est d'une durée moyenne d'exécution de quatre minutes quarante environ.
Pour Roman Hinke, l'œuvre « est une étude méditative sur le cycle de la vie qui naît et passe, dans la nature comme dans l'amour ».

## Discographie
- Autour de Lili Boulanger, Philharmonia Chor Stuttgart, Helmut Wolf (dir.), Saphir Productions LVC 001015, premier enregistrement mondial.
- Lili Boulanger, Hymne au Soleil : Œuvres chorales - Choral works, Orpheus Vokalensemble, Antonii Baryshevskyi (piano), Michael Alber (dir.), Carus 83.489, 2018[4].